# 1,1-二苯基-2-三硝基苯肼自由基
1,1-二苯基-2-三硝苯肼自由基，通常简称为DPPH，是一种有机化合物。它是稳定自由基分子的深色结晶粉末。DPPH在实验室研究中有两个主要应用：一个是涉及自由基化学反应的检测，最知名的是常用于抗氧化实验；另一个是做电子顺磁共振信号位置和强度的标准。